# Taylor Swift (album)
Taylor Swift è il primo album in studio della cantante statunitense omonima, pubblicato il 24 ottobre 2006 dalla Big Machine Records.
Ha totalizzato 284 settimane di permanenza nella Billboard 200, e i cinque singoli estratti dall'album hanno avuto un discreto successo soprattutto nella Hot Country Songs stilata da Billboard.
Il 6 novembre 2007 l'album è stato rivisitato e rimesso in commercio, con l'aggiunta di alcune nuove canzoni, un DVD ed una copertina diversa. È stato pubblicato anche in iTunes, sprovvisto però dei video e della telefonata con Tim McGraw. Il 28 marzo 2008 entrambe le edizioni sono state sostituite da un'ulteriore versione contenente la medesima lista tracce dell'edizione deluxe del 2007 (ad eccezione della telefonata con Tim McGraw) con l'aggiunta del pop remix di Teardrops on My Guitar e dei video di Tim McGraw, e Teardrops on My Guitar.

## Accoglienza
| Recensione            | Giudizio |
| --------------------- | -------- |
| About.com             |          |
| AllMusic              |          |
| Country Standard Time | positivo |
| Country Weekly        |          |

Taylor Swift fu apprezzato dalla critica. Shelly Fabian di About.com lodò Taylor Swift definendola «una delle giovani interpreti più talentuose nella classifica country al giorno d'oggi» e per «l'ottima fusione di country moderno con quello più tradizionale». Jeff Tamarkin di AllMusic lodò la sua «voce fresca e ancora infantile, piena di speranze e innocenza, ma allo stesso tempo sicura e matura». Evidenziò le canzoni Tim McGraw, The Outside e Mary's Song (Oh My My My). Tamarkin criticò però il produttore Nathan Chapman per applicare «una patina non necessaria a tutte le canzoni». Rick Bell di Country Standard Time scrisse che la Swift aveva spiccate «capacità cantautorali» e che «le canzoni, scritte da lei e molto personali, in particolare The Outside e Our Song erano "entusiasmanti». Il suo sound fu paragonato a quello di Cyndi Thomson e di Hilary Duff. Ken Rosenbaum di The Toledo Blade scrisse che la cantante «maneggia con destrezza testi e tematiche nella zona d'ombra tra l'adolescenza e l'essere donna».

## Tracce
Testi e musiche di Taylor Swift eccetto dove indicato.
1. Tim McGraw – 3:54 (Taylor Swift, Liz Rose)
2. Picture to Burn – 2:57
3. Teardrops on My Guitar – 3:37 (Taylor Swift, Liz Rose)
4. A Place in This World – 3:24 (Taylor Swift, Robert Elliss Orral, Angelo Petraglia)
5. Cold as You – 4:03
6. The Outside – 3:31
7. Tied Together with a Smile – 4:13
8. Stay Beautiful – 4:00
9. Should've Said No – 4:06
10. Mary's Song (Oh My My My) – 3:37 (Taylor Swift, Liz Rose)
11. Our Song – 3:24

Tracce multimediali
1. Tim McGraw (Video) – 4:00
2. Taylor's Grand Ole Opry Debut (Video) – 2:56

### Deluxe Edition

#### CD
1. I'm Only Me When I'm with You – 3:35 (Taylor Swift, Robert Ellis Orral, Angelo Petraglia)
2. Invisible – 3:25 (Taylor Swift, Robert Ellis Orral)
3. A Perfectly Good Heart – 3:42 (Taylor Swift, Brett James, Troy Verges)
4. Taylor's 1st Phone Call with Tim McGraw (Telefonata esclusiva) – 4:43

#### DVD
1. Tim McGraw (Video) – 4:00
2. Tim McGraw (Prima interpretazione radiofonica) – 2:57
3. Tim McGraw (Live) – 4:06
4. Teardrops on My Guitar (Video) – 3:45
5. Teardrops on My Guitar (Dietro le quinte del video) – 4:16
6. Our Song (Video) – 3:30
7. Our Song (Dietro le quinte del video) – 11:30
8. A Place in This World (GAC Short Cuts Series) – 21:40
9. Picture to Burn (Live) – 3:14
10. Video amatoriale di Taylor – 5:40
11. Esibizione al Tim McGraw and Faith Hill Tour del 2007 (disponibile solo nelle copie vendute nei negozi Target: live dei singoli Tim McGraw, Our Song e Picture to Burn)

### Riedizione del 2008
Testi e musiche di Taylor Swift eccetto dove indicato.
1. Tim McGraw (New Version) – 3:54 (Taylor Swift, Liz Rose)
2. Picture to Burn – 2:57
3. Teardrops on My Guitar (New Version) – 3:37 (Taylor Swift, Liz Rose)
4. A Place in This World – 3:24 (Taylor Swift, Robert Elliss Orral, Angelo Petraglia)
5. Cold as You – 4:03
6. The Outside – 3:31
7. Tied Together with a Smile – 4:13
8. Stay Beautiful – 4:00
9. Should've Said No – 4:06
10. Mary's Song (Oh My My My) – 3:37 (Taylor Swift, Liz Rose)
11. Our Song – 3:24
12. I'm Only Me When I'm with You – 3:35 (Taylor Swift, Robert Ellis Orral, Angelo Petraglia)
13. Invisible – 3:25 (Taylor Swift, Robert Ellis Orral)
14. A Perfectly Good Heart – 3:42 (Taylor Swift, Brett James, Troy Verges)
15. Teardrops on My Guitar (Pop version) – 2:58

## Formazione
- Taylor Swift – voce
- Bruce Bouton – dobro
- Mike Brignardello – basso
- Nick Buda – batteria
- Gary Burnette – chitarra elettrica
- Nathan Chapman – chitarra acustica, chitarra elettrica, banjo, percussioni, basso, organo Hammond, cori
- Stephanie Chapman – cori
- Eric Darken – percussioni
- Dan Dugmore – steel guitar
- Shannon Forest – batteria
- Rob Hajacos – violino
- Tony Harrell – tastiera
- Jeff Hyde – banjo
- Andy Leftwich – banjo
- Liana Manis – cori
- Tim Marks – basso
- Robert Ellis Orrall – cori
- Lex Price – mandolino
- Scotty Sanders – steel guitar, dobro
- Shannon Haynes – voce, cori, chitarra acustica
- Ilya Toshinsky – banjo, chitarra acustica
- Wanda Wick – violino
- John Willis – mandolino, chitarra acustica, banjo

## Successo commerciale

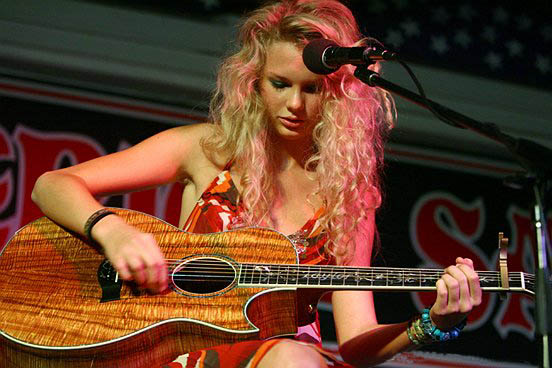
Taylor Swift canta e suona Teardrops on My Guitar.

Negli Stati Uniti d'America l'album ha raggiunto la vetta della classifica relativa agli album country (passandovi 23 settimane non consecutive), e la quinta della Billboard 200. Il 3 marzo 2011, l'album è stato premiato con cinque dischi dalla RIAA ed un platino dalla Music Canada. L'album ha sfornato 5 hit della top 10 della Billboard Hot Country Songs, rendendo la Swift la prima solista femminile dal 1964 a compiere una simile impresa. L'11 dicembre 2017 l'album ha ottenuto la certificazione di sette dischi di platino dalla RIAA, superando i 7 milioni di copie vendute negli Stati Uniti. Ben 6 singoli tratti dall'album hanno ottenuto la certificazione platino o multiplatino dalla RIAA, tra cui Our Song ha superato i 4 milioni di copie e Teardrops on My Guitar i 3 milioni nei soli Stati Uniti.
Nella settimana del 15 marzo 2009, Taylor Swift è diventato il primo album a registrare i 4 milioni di copie vendute dopo Noël di Josh Groban, che ha venduto 4.621.000 di copie dalla pubblicazione nell'ottobre 2007. Tuttavia, Noël è classificato come album natalizio. Tra gli album non-natalizi, è il primo a raggiungere, appunto, i 4 milioni di vendite, dopo l'omonimo album dei Dughtry, con 5.000.000 di copie vendute da novembre 2006, nel giorno della pubblicazione. È, anche, il primo album di musica country a raggiungere un simile risultato, dopo il bestseller dei Rascal Flatts Me and My Gang, 4.745.000 dalla pubblicazione in aprile 2006.

## Classifiche

### Classifiche settimanali
| Classifica (2006-22)  | Posizione massima |
| --------------------- | ----------------- |
| Argentina             | 10                |
| Australia             | 33                |
| Australia (country)   | 2                 |
| Canada                | 14                |
| Canada (country)      | 1                 |
| Giappone              | 53                |
| Grecia                | 40                |
| Irlanda               | 59                |
| Nuova Zelanda         | 38                |
| Portogallo            | 33                |
| Regno Unito           | 81                |
| Stati Uniti           | 5                 |
| Stati Uniti (country) | 1                 |

### Classifiche di fine anno
| Classifica (2007) | Posizione |
| ----------------- | --------- |
| Stati Uniti       | 19        |
| Classifica (2008) | Posizione |
| Stati Uniti       | 5         |
| Classifica (2009) | Posizione |
| Stati Uniti       | 24        |
| Classifica (2010) | Posizione |
| Stati Uniti       | 62        |
| Classifica (2011) | Posizione |
| Stati Uniti       | 164       |

### Classifiche di fine decennio
| Classifica (2000-09) | Posizione |
| -------------------- | --------- |
| Stati Uniti          | 53        |

### Classifiche di fine secolo
| Classifica (2000-2024) | Posizione |
| ---------------------- | --------- |
| Stati Uniti            | 18        |